# Ајленбург
Ајленбург (њем. Eilenburg) град је у њемачкој савезној држави Саксонија. Једно је од 36 општинских средишта округа Сјеверна Саксонија. Према процјени из 2010. у граду је живјело 17.072 становника. Посједује регионалну шифру (AGS) 14730110.

## Географски и демографски подаци
Ајленбург се налази у савезној држави Саксонија у округу Сјеверна Саксонија. Град се налази на надморској висини од 106 метара. Површина општине износи 46,8 km². У самом граду је, према процјени из 2010. године, живјело 17.072 становника. Просјечна густина становништва износи 365 становника/km².

## Међународна сарадња
| Мјесто | Држава | Врста сарадње | Од    |
| ------ | ------ | ------------- | ----- |
|        | Финска | партнерство   | 2008. |
| Извор  |        |               |       |